# Estació d'Espirà de l'Aglí
L'estació d'Espirà de l'Aglí (francès: Gare d'Espira-de-l'Agly) és una estació ferroviària de la línia de Carcassona a Ribesaltes, situada al municipi d'Espirà de l'Aglí, a la comarca del Rosselló (Catalunya del Nord) i al departament francès dels Pirineus Orientals, a la regió d'Occitània.
Fou posada en servei el 1901, per la Companyia de ferrocarril de Midi. És una parada ferroviària del Tren del País Càtar i de la Fenolleda (TPCF), que fa servei a tots els trens turístics d'aquesta associació.
Establerta a 37 metres d'altitud, al sud del nucli urbà, al camí de l'estació, aquesta parada ferroviària està situada al punt quilomètric (PK) 467.335 de la línia de Carcassona a Ribesaltes, entre les estacions de Ribesaltes i de Cases de Pena. L'edifici de l'antiga estació ha estat destinat a ús particular, i hi roman un baixador discrecional d'ús excepcional.
Aquesta estació es va posar en servei el 14 de juliol de 1901 durant l'obertura del tram entre Sant Pau de Fenollet i Ribesaltes de la línia de Carcassona a Ribesaltes. El tram entre Quilhan i Ribesaltes es va tancar al trànsit de passatgers el 18 d'abril de 1939. El 1992 es va crear l'associació TPCF i el primer tren va funcionar el 2001.